# Kobuk Valley Nemzeti Park
A Kobuk Valley Nemzeti Park Északnyugat-Alaszkában fekszik, teljes területe a sarkkörtől északra helyezkedik el. 1978. december 1-jén hoztak létre nemzeti emlékparkot a területen, melyet 1980. december 2-án nyilvánítottak nemzeti parkká (Alaska National Interest Lands Conservation Act). Az Egyesült Államok egyik legkevésbé látogatott nemzeti parkja. Utak nem vezetnek ide, csak légi úton (Kotzebue-ból és Nome-ból) közelíthető meg, gyalog és kutya- vagy motoros szánnal járható be.
Délről a Warring-hegység, északról a Baird-hegység határolja. Mintegy 400 ezer rénszarvas vándorol évente nyári és téli szállása között a nemzeti parkon keresztül. Az itt élő inupiak eszkimók élete ehhez a vándorláshoz igazodott: főként a Kobuk folyón való átkeléskor vadásszák az állatokat.
Másik nevezetessége egy nagy kiterjedésű homokdűnesor (Great Kobuk Sand Dunes).

## Külső hivatkozások
- Hivatalos oldal (angolul)
- Fényképek a Kobuk Valley NP-ból – Terra Galleria (angolul)
- us-national-parks.net – Kobuk Valley NP Archiválva 2005. január 27-i dátummal a Wayback Machine-ben (angolul)